# Samarium(II)-fluorid
Samarium(II)-fluorid ist eine anorganische chemische Verbindung des Samariums aus der Gruppe der Fluoride.

## Gewinnung und Darstellung
Samarium(II)-fluorid kann durch Reaktion von Samarium(III)-fluorid mit Samarium oder Wasserstoff gewonnen werden.
{\displaystyle \mathrm {2\ SmF_{3}+Sm\longrightarrow 3\ SmF_{2}} }
{\displaystyle \mathrm {2\ SmF_{3}+H_{2}\longrightarrow 2\ SmF_{2}+2\ HF} }

## Eigenschaften
Samarium(II)-fluorid ist ein violetter bis schwarzer Feststoff. Dieser liegt in der Kristallstruktur des kubischen Calciumfluorid-Typs vor (Raumgruppe {\displaystyle Fm{\bar {3}}m}; Nr. 225 mit a = 587,7 pm).